# Blue Panther
Genaro Vázquez Nevarez (Blue Panther) es un luchador profesional mexicano que trabaja en el Consejo Mundial de Lucha Libre, CMLL, y es considerado uno de los más importantes luchadores del pancracio mexicano. Es originario de Gómez Palacio, Durango. Por su lugar de nacimiento y destreza en el ring es conocido también como el "Maestro Lagunero". Su fecha de nacimiento está registrada el 18 de septiembre de 1960.
Características físicas:
-Altura:1,75 cm
-Peso: 94 kg

## Carrera
La mitad del nombre de Blue Panther nace como un homenaje al gran luchador Aníbal, quien usaba también una máscara de color azul en la época en que el Hombre detrás de la tapa de Blue Panther era tan solo un niño. Su iniciación dentro de la lucha libre fue un 8 de octubre de 1978 en su natal Gómez Palacio, Durango. Al inicio de su carrera, el "Maestro Lagunero" militó en el bando rudo.
Los triunfos de Blue Panther llegan a los pocos meses de su debut. Haciendo equipo con el Matemático gana la máscara de La Bestia y Simio Blanco en enero de 1979 dentro de un "Torneo de la Muerte" en la Monumental Monterrey. Ese mismo año conquista la máscara de Oro (este no es el legendario Oro, integrante de Los Metálicos que murió en 1993) y para el siguiente año, en 1980, junto con Black Man desenmascara a Los Sombras de Plata I y II.
Blue Panther comenzaba a sobresalir en el cuadrilátero, por lo que es enlistado por René Guajardo para luchar en la Universal Wrestling Association, UWA por sus siglas en inglés. Para 1981 hace su aparición en esta liga en una función que tuvo lugar en el Toreo de Cuatro Caminos de Naucalpan, Estado de México.
1984 fue un año lleno de éxitos para Blue Panther, pues logra conquistar las máscaras de Gorila Infernal, de Bull Power y de Luzbel, además de la cabellera de El Brillante. Por si esto fuera poco, el 16 de diciembre de ese mismo año, le arrebata el Campeonato Mundial de Peso Wélter a Matemático, título que pierde hasta 1986 en manos de Black Man. Los celos profesionales llevaron a estos dos luchadores a una férrea rivalidad que solo tuvo fin con una lucha Máscara contra Máscara, en donde Blue Panther supera a su antiguo compañero y mentor, dejando al descubierto la identidad de Black Man. Dos semanas después, el Avispón Negro intenta vengar a su amigo y compañero de bando en otra lucha por las máscaras, pero la ve igualmente perdida ante el "Maestro Lagunero".
En su estadía en la UWA, Blue Panther logra ganar también el Campeonato Mundial Semicompleto contra el luchador japonés Gran Hamada. Este mismo título se lo disputa varias veces después con Solar I. Otro de sus acérrimos contrincantes de esta época es Kendō, a quien desenmascara en 1988 en Tijuana, Baja California.
En 1991, Blue Panther se cambia de la UWA a la Empresa Mexicana de Lucha Libre, EMLL. Este cambio de liga fue de gran importancia para su carrera. Una vez ahí, comienza una fuerte rivalidad con Atlantis, con quien enfrenta una memorable Lucha de Campeonato por el cinturón de Peso Medio. Esa lucha fue un alarde de técnica por parte de los dos luchadores; el llaveo y contrallaveo mostrados fueron en pocas palabras una obra de arte; una cátedra de verdadera lucha libre a ras de lona. Las tres caídas fueron de una calidad insuperable. El público de inmediato reconoce la calidad de ambos luchadores por lo que al finalizar la contienda se vuelca en aplausos durante varios minutos arrojando incluso dinero al ring, como muestra de satisfacción total.
Aunque en esa contienda Atlantis resulta vencedor, la calidad y maestría que muestra Blue Panther lo colocan de inmediato como uno de los más grandes e importantes luchadores
del momento. El público espera por mucho tiempo un enfrentamiento de Máscara contra Máscara entre estos dos gladiadores del ring, pues su antagonismo sigue creciendo. Sin embargo, este encuentro nunca se da.
En 1992, cuando la Empresa Mexicana de Lucha Libre cambia su nombre por Consejo Mundial de Lucha Libre, CMLL, decide también crear nuevos títulos. Es así como Blue Panther se convierte en el primer Campeón Mundial de Peso Medio de esta empresa al derrotar a El Satánico en una lucha de eliminatorias. Para este entonces, Blue Panther sigue militando en el bando rudo.
Su fama llega al máximo nivel en abril de 1992. Después de varios meses de haberse visto envuelto en una creciente rivalidad con el luchador estadounidense Love Machine, esta ve su cúspide en una lucha Máscara contra Máscara. El odio tan fuerte entre ambos luchadores y la connotación de este enfrentamiento rebasan a la Arena México, que no logra dar cabida a la muchedumbre que se da cita en este lugar. Más de 8000 espectadores se quedan afuera del inmueble observando el encuentro en pantallas gigantes.
Blue Panther, a pesar de ser un luchador rudo, recibe el apoyo total del público, pues en ese momento se convierte en la representación de la lucha libre mexicana contra la estadounidense. La miel de la victoria le sabe amarga al "Maestro Lagunero", pues gana la contienda en la segunda caída al ser sometido a una llave prohibida por el CMLL: el Martinete. Love Machine fue descalificado y despojado de su máscara. Mientras se da a conocer su nombre, Art Barr, Blue Panther es trasladado en camilla e inconsciente a un hospital.
La enemistad entre ambos luchadores no vio su fin ahí. Ambos cambian de liga y hacen su aparición en la recién formada AAA. Una vez ahí, en 1993 escenifican otra lucha de apuestas, esta vez de Máscara contra Cabellera. Blue Panther vuelve a triunfar ante Love Machine. Al verse rapado, Art Barr cambia de bando, decide convertirse en rudo y formar el grupo de Los Gringos Locos en compañía de Eddie Guerrero.
Este evento tiene una gran trascendencia en la carrera profesional de Blue Panther, pues también él decide cambiar de bando y se declara abiertamente como un luchador técnico. La antipatía entre ambos luchadores no reconoce bandos, ni fronteras y solo ve su fin con la inexplicable muerte de Art Barr en 1994.
En 1995, Panther dirige al lado de Fuerza Guerrera la cooperativa Promotora Mexicana de Lucha Libre (PROMELL), empresa que da inicio al lado de AAA pero al final rompe con la misma, entablando una sociedad con Televisión Azteca que culmina con la formación de Promo Azteca gracias a la incorporación de Konnan, Rey Mysterio y numerosos elementos más, que habían abandonado AAA para noviembre de 1996. Al unirse Konnan, Panther sale de la otrora PROMELL en 1997 para regresar a AAA, donde entabla rivalidad con Máscara Sagrada Jr. por un breve tiempo.
A finales del mismo 1997, Blue Panther regresa al CMLL. Durante 1998 forma parte del trío "Los Laguneros" con Dr. Wagner Jr. y su sobrino en la vida real Black Warrior. Juntos logran ganar el Campeonato Mundial de Tríos del CMLL. Al siguiente año, 1999, vuelve a hacer equipo con Dr. Wagner Jr.
para disputar un título: el Campeonato Mundial de Parejas. Sin embargo, esta vez se ven derrotados ante Negro Casas y El Hijo del Santo.
Pierden también el Campeonato Mundial de Tríos para recobrarlo más tarde, esta vez junto con Fuerza Guerrera.
En lo individual, Blue Panther conquista en el año 2000 el primer torneo “ La Leyenda Azul ”.
Para 2004 la lucha libre mexicana se ve sacudida por la llegada de un luchador excepcional: Místico. Blue Panther se alía de inmediato con él, formando así un equipo que equilibra la juventud, rapidez y espectacularidad de este nuevo gladiador, con la experiencia, sabiduría y talento del "Maestro Lagunero". Juntos enfrentan al grupo rudo de Los Perros del Mal, formado por el Hijo del Perro Aguayo, Lizmark Jr, y Héctor Garza, entre otros. Su más antiguo enemigo, Atlantis, continúa en disputa con Blue Panther y, encabezando al grupo rudo de los Guerreros de la Atlántida, se reafirma como uno de sus principales enemigos, recordándole al público mexicano la pelea por las máscaras que aún tienen pendiente y que es quizá la más esperada de los últimos 15 años.
En 2007, la lucha libre mexicana vive una creciente popularidad. Las principales estrellas del CMLL escenifican enfrentamientos y rivalidades sumamente fuertes y atractivas. De esta manera, durante el 74 Aniversario de la Arena México se lleva a cabo una lucha en jaula, en donde se ponen en juego la cabellera del Hijo del Perro Aguayo y las máscaras de Místico, Dr. Wagner Jr., Atlantis, Último Guerrero, Villano V, Lizmark Jr. y, por supuesto, la de Blue Panther.
En este tipo de lucha, los gladiadores deben permanecer dentro de la jaula durante 7 minutos. Una vez transcurrido el tiempo, todos intentan salir. Los últimos dos luchadores en quedar dentro del ring deben luchar a una caída. Tal fue la suerte de Lizmark Jr. y de Blue Panther, quienes después de participar en una verdadera batalla campal, tuvieron que luchar entre sí por conservar su máscara. De nada le sirvió su fortaleza, altura y juventud a Lizmark Jr., pues el "Maestro Lagunero" se valió de su experiencia para alzarse con la victoria. Después de más de 15 años, Blue Panther volvía a ganar una máscara y a sus 29 años de carrera profesional se reafirmaba como uno de los más grandes e importantes personajes en la historia de la lucha libre mexicana.
2008 fue crucial en la carrera de Blue Panther. Junto a su aniversario número 30 como gladiador, el Consejo Mundial de Lucha Libre cumplía sus 75 años de existencia, lo cual auguraba grandes festejos y luchas espectaculares a manera de celebración. Blue Panther participa en las dos más importantes de ese año. Primero estelariza en el mes de julio una lucha mano a mano con su eterno enemigo Atlantis, cuando éste cumplía sus 25 años de trayectoria. Ambos luchadores mostraron una vez más su gran técnica y calidad en una lucha a ras de lona, llena de llaves y en un estilo totalmente clásico, como solo los más grandes lo saben hacer.
La lucha de apuestas por sus máscaras vuelve a ser rumor entre ambos personajes. Sin embargo, Blue Panther se había visto envuelto ese año en otra rivalidad con un viejo gladiador: Villano V. El 19 de septiembre de 2008 y como evento principal de la lucha del 75 Aniversario de la Arena México, estos dos luchadores protagonizan una lucha máscara contra máscara. La trayectoria, técnica y carisma de Blue Panther lo dejaban ver como claro favorito para ganar esa batalla, lamentablemente, no fue así. En una pelea muy accidentada el Villano V sorprende al "Maestro Lagunero" aplicándole en la tercera caída una llave conocida como "Universal" de la que no se puede zafar. La cuenta de 3 en la última caída llega para Blue Panther y, para sorpresa de toda la Arena México, el final del personaje también.
Como todo un caballero y con Místico de testigo, Blue Panther destapa su rostro y es levantado en hombros por su rival para ser ovacionado y reconocido por el público mexicano por sus 30 años de carrera profesional en los cuadriláteros. La persona detrás del personaje tiene un nombre: Genaro Vázquez Nevarez, es originario de Gómez Palacio, Durango, y tiene 48 años de edad. Después de 3 décadas de brindar una lucha inigualable, Blue Panther da la vuelta al ring con la cara al aire.
Su máscara fue una de las más cotizadas en la historia de la lucha libre, se espera que se pueda llevar una lucha entre Blue Panther y Villano V (Ray Mendoza JR.) en un duelo de cabelleras para que se dé la revancha del "monstruo de la laguna".

## Luchas de apuestas
| Botín            | Ganador                   | Perdedor                 | Lugar                       | Fecha                    | Nota |  |
| ---------------- | ------------------------- | ------------------------ | --------------------------- | ------------------------ | ---- |  |
| Máscaras         | Blue Panther & Matemático | La Bestia & Simio Blanco | Monterrey, Nuevo León       | 28 de enero de 1979      | 1    |  |
| Máscara          | Blue Panther              | Oro                      | Monterrey, Nuevo León       | 1980                     | -    |  |
| Máscara          | Blue Panther              | Gorila Infernal          | Xalapa, Veracruz            | 23 de febrero de 1984    | -    |  |
| Cabellera        | Blue Panther              | El Brillante             | Querétaro, Querétaro        | 24 de junio de 1984      | -    |  |
| Máscara          | Blue Panther              | Bull Power               | Puebla, Puebla              | 7 de septiembre de 1984  | -    |  |
| Máscara          | Blue Panther              | Luzbel                   | Tuxtla Gutiérrez, Chiapas   | 18 de octubre de 1984    | -    |  |
| Máscaras         | Blue Panther & Black Man  | Los Sombras de Plata     | Naucalpan, Estado de México | 20 de noviembre de 1984  | -    |  |
| Máscara          | Blue Panther              | Black Man                | Naucalpan, Estado de México | 16 de febrero de 1986    | -    |  |
| Máscara          | Blue Panther              | El Avispón Negro         | -                           | Marzo de 1986            | -    |  |
| Máscara          | Blue Panther              | Kendo                    | Tijuana, Baja California    | Mayo de 1988             | -    |  |
| Máscara          | Blue Panther              | Love Machine             | Ciudad de México            | 3 de abril de 1992       | -    |  |
| Cabellera        | Blue Panther              | Vulcano                  | Ciudad de México            | 9 de abril de 1993       | -    |  |
| Cabellera        | Blue Panther              | Love Machine             | Tonalá, Jalisco             | 18 de julio de 1993      | -    |  |
| Máscara          | Blue Panther              | Lizmark Jr.              | Ciudad de México            | 28 de septiembre de 2007 | 2    |  |
| Máscara          | Blue Panther              | Tigre Universitario      | Monterrey                   | Agosto de 2008           | -    |  |
| Máscara          | Villano V                 | Blue Panther             | Ciudad de México            | 19 de septiembre de 2008 | 3    |  |
| Cabellera EMPATE | Blue Panther              | Negro casas              | Arena México cdmx           | 2 de marzo de 2012       |      |  |
| Cabellera        | Sam Adonis                | Blue Panther             | Ciudad de México            | 4 de agosto de 2017      | 4    |  |

1. Torneo de parejas.
2. Máscara ganada dentro de una lucha llamada "Infierno en el Ring" que se llevó a cabo en el 74 Aniversario del CMLL. En esta lucha también participaron Místico, Dr. Wagner, Jr., Perro Aguayo Jr., Atlantis, Último Guerrero y Villano V, y se llevó a cabo dentro de una jaula.
3. Máscara perdida en la función del 75 Aniversario del CMLL.

- Blue Panther también ha ganado las máscaras de Misterio de Oro, Colback, Love Machine, Celestial y El Celeste.Entre Otras; así como las cabelleras de Bull Santana, Vulcanoy Love Machine.
- En octubre de 2008 cumplió 30 años como
- Su nombre real es Genaro Vázquez Nevarez.

```
4. México contra Estados Unidos una batalla donde el réferi tirantes tuvo que ver en la derrota de Blue Panther prohibiendo una salida entre las cuerdas e hizo que Blue Panther quedara maltrecho y así 
Sam Adonis
 aprovechó para ganar con trampa.
```

- Datos: Q4929610
- Multimedia: Blue Panther / Q4929610